# MLP Academics Heidelberg
Maillots
Le MLP Academics Heidelberg est un club allemand de basket-ball basé dans la ville de Heidelberg. Le club appartient à la première division du championnat allemand.
L'USC Heidelberg a remporté 9 championnats nationaux allemands. Depuis 2012, la première équipe masculine s'appelle MLP Academics Heidelberg.

## Histoire
Comme l'USC Heidelberg, l'équipe a été dominante dans les années 1950 et 1960, ainsi que dans la Bundesliga, remportant au total 9 championnats allemands (1957-1962, 1966, 1973, 1977).
Heidelberg termine la saison 2021-2022 de la Basketball-Bundesliga avec 11 victoires et 23 défaites à la 15e place sur 18, après avoir remporté à la surprise générale ses trois premiers matchs de Bundesliga. Avec ce coussin, l'outsider est toujours en mesure de s'éloigner des places de relégation malgré la série de défaites qui a suivi. Malgré le succès de la saison 2021-2022, Heidelberg a changé d'entraîneur principal pour la saison 2022-2023 et recrute six nouveaux joueurs. Branislav Ignjatovic est l'entraîneur principal pendant huit ans. En 2022, c'est l'entraîneur finlandais Joonas Iisalo qui prend la relève. Il vient de Telekom Baskets Bonn, où il a assisté son frère Tuomas en tant qu'entraîneur adjoint. L'équipe des frères avait fait passer Bonn d'une puissance moyenne à la deuxième place et s'était qualifiée pour les demi-finales des playoffs. La tactique des Iisalos était connue pour ses nombreuses passes. Comme lors de la saison de promotion, l'objectif pour la deuxième année était de rester dans la ligue, selon le directeur général Matthias Lautenschläger.
Brekkott Chapman rejoint les Koshigaya Alphas de la B.League japonaise. Robert Lowery et Kelvin Martin ont quitté Heidelberg sans nouvelle équipe. Albert Kuppe, Phillipp Heyden et Courtney Stockard ont mis fin à leur carrière professionnelle. Kuppe invoque des raisons mentales et physiques pour justifier sa décision. Le départ de Kuppe est une surprise ; c'est pourquoi Leon Friederici, dont le départ était prévu, est parti, réintégre l'équipe.
Pour la saison 2022-2023, Tim Coleman (32 ans), qui jouait pour la dernière fois pour les Crailsheim Merlins en 2021, rejoint Heidelberg. Eric Washington arrive des Niners Chemnitz pour devenir le nouveau chef de file de Heidelberg. En tant que meneur de jeu, il « créera des opportunités, en particulier en transition, après des blocs et en isolation » et « jouera défensivement avec engagement et passion », a déclaré le nouvel entraîneur principal de Heidelberg, Joonas Iisalo[réf. nécessaire]. Par ailleurs, Lukas Herzog rejoint Heidelberg en provenance du MHP Riesen Ludwigsbourg. À Ludwigsburg, le jeune homme était connu pour son éthique de travail et sa défense. Ces deux qualités lui ont permis d'accumuler de nombreuses minutes de jeu. Avec Akeem Vargas, Heidelberg a acquis l'ancien capitaine de BG 74 Göttingen. Vargas est revenu jouer dans sa ville natale de Heidelberg.
La nouvelle recrue Elias Lasisi avait déjà joué avec l'entraîneur adjoint de l'époque, Joonas Iisalo, à Crailsheim. Une autre recrue est l'attaquant De'jon Davis (24 ans). Le contrat de Niklas Würzner a été prolongé jusqu'en 2024.
En juillet 2023, Shyron "Shy" Ely quitte l'équipe à l'âge de 36 ans. Il avait joué son premier match pour les Academics en 2013. Au total, il a joué 215 matchs pour le club. Son numéro de maillot 5 ne sera plus attribué au cours des cinq prochaines années, a annoncé le club. "Il est juste de dire qu'une ère spéciale s'achève. Shy a façonné ce club comme aucun autre dans l'histoire récente du club", a déclaré le directeur général Matthias Lautenschläger.

## Arènes
Pendant la majeure partie de l'existence du club, Heidelberg a joué à l'Olympiastützpunkt Rhein-Neckar, où il était basé depuis 1972. En 2021, le club entrera dans le nouveau SNP Dome, qui a une capacité de 5 000 spectateurs. Le 25 mars 2021, le match inaugural dans l'arène a été joué contre les Eisbären Bremerhaven.
Fin décembre 2022, Heidelberg a joué contre Bayern Munich à la SAP Arena (Mannheim), où l'équipe a attiré un nombre record de 10 454 visiteurs. Pour chaque billet vendu, un don a été fait à la Fondation Courage pour le soutien des enfants souffrant de maladies chroniques.

## Entraîneurs successifs
- 1956-1960 :  Anton Kartak
- 1960-1961 :  Kurt Siebenhaar
- 1961-1962 :  Oskar Roth
- 2000-2007 :  Markus Jochum
- 2014-2022 :  Branislav Ignjatovic
- Depuis 2022 :  Joonas Iisalo

## Joueurs célèbres ou notables
Pour figurer dans cette section, un joueur doit avoir joué au moins deux saisons pour le club ET soit:
– A établi un record de club ou remporté un prix individuel en tant que joueur professionnel.

– Avoir disputé au moins un match international officiel avec son équipe nationale senior à tout moment.
- Danilo Barthel
- Markus Jochum
- Dietrich Keller
- Uwe Sauer
- Klaus Weinand
- Paul Zipser
- Jaleen Smith
- Shy Ely
- Jibril Hodges
- Kelvin Martin